# Lens-Lestang
Lens-Lestang es una comuna francesa situada en el departamento de Drôme en la región de Ródano-Alpes.

## Administración
| Período                                         | Identidad         | Partido | Autoridad |
| ----------------------------------------------- | ----------------- | ------- | --------- |
| marzo de 2001                                   | Jean-Pierre Olmos |         |           |
| Los datos anteriores todavía no han sido dados. |                   |         |           |

## Demografía
| 701 | 655 | 636 | 672 | 629 | 667 |
| Para los censos de 1962 a 1999 la población legal corresponde a la población sin duplicidades (Fuente: INSEE [Consultar]) |     |     |     |     |     |

## Monumentos
- La capilla de Chatenay